# コンラッド・ハース
コンラッド・ハース（Conrad Haas、1509年 - 1576年）は、ルーマニアのロケット工学者である。

## 経歴
当時神聖ローマ帝国のウィーン（現オーストリア領）に生まれた。
彼は多段式ロケットの概念を考案したとされる。フェルディナント1世の下でオーストリア陸軍の武器技術者として勤務した。1551年に現在のルーマニアのシビウであるハンガリー王国のトランシルヴァニアに造兵廠の監督のために赴任した。1529年から1556年にかけてドイツ語で花火と兵器技術を組み合わせたロケット技術に関する著作を記した。この著作は1961年にシビウの公文書館で発見された。ロケットの原理を解説したこの業績により、ハースのロケットの構造の技術的な詳細が明らかになった。彼は多段式ロケットやクラスターロケットやデルタ翼やベル型ノズルや液体燃料の混合を含む数多くのロケットの種類に関して記しており、近代的な宇宙飛行の概念もあった。
ハースの著作が発見される前は最初の3段式ロケットの記述はポーランドの兵器技術者だったKazimierz Siemienowiczが1650年にArtis Magnae Artilleriae Pars Prima ("Great Art of Artillery, Part One")に記したものだった。
1576年にトランシルヴァニア公国、シビウにて没。
ルーマニアの民間宇宙団体であるARCA Spaceが開発を進めるハース ロケットに彼の名前が冠される。